# Laibin
Laibin (chinois simplifié : 来宾县 ; chinois traditionnel : 来宾縣 ; pinyin : Láibīn ; Zhuang : Laizbin Yen) est une ville du centre de la région autonome Zhuang du Guangxi en Chine.

## Subdivisions administratives
La ville-préfecture de Laibin exerce sa juridiction sur six subdivisions - un district, une ville-district, trois xian et un xian autonome :
- le district de Xingbin - 兴宾区 Xīngbīn Qū ;
- la ville de Heshan - 合山市 Héshān Shì ;
- le xian de Xiangzhou - 象州县 Xiàngzhōu Xiàn ;
- le xian de Wuxuan - 武宣县 Wǔxuān Xiàn ;
- le xian de Xincheng - 忻城县 Xīnchéng Xiàn ;
- le xian autonome yao de Jinxiu - 金秀瑶族自治县 Jīnxiù yáozú Zìzhìxiàn.